# Charline Van Snick

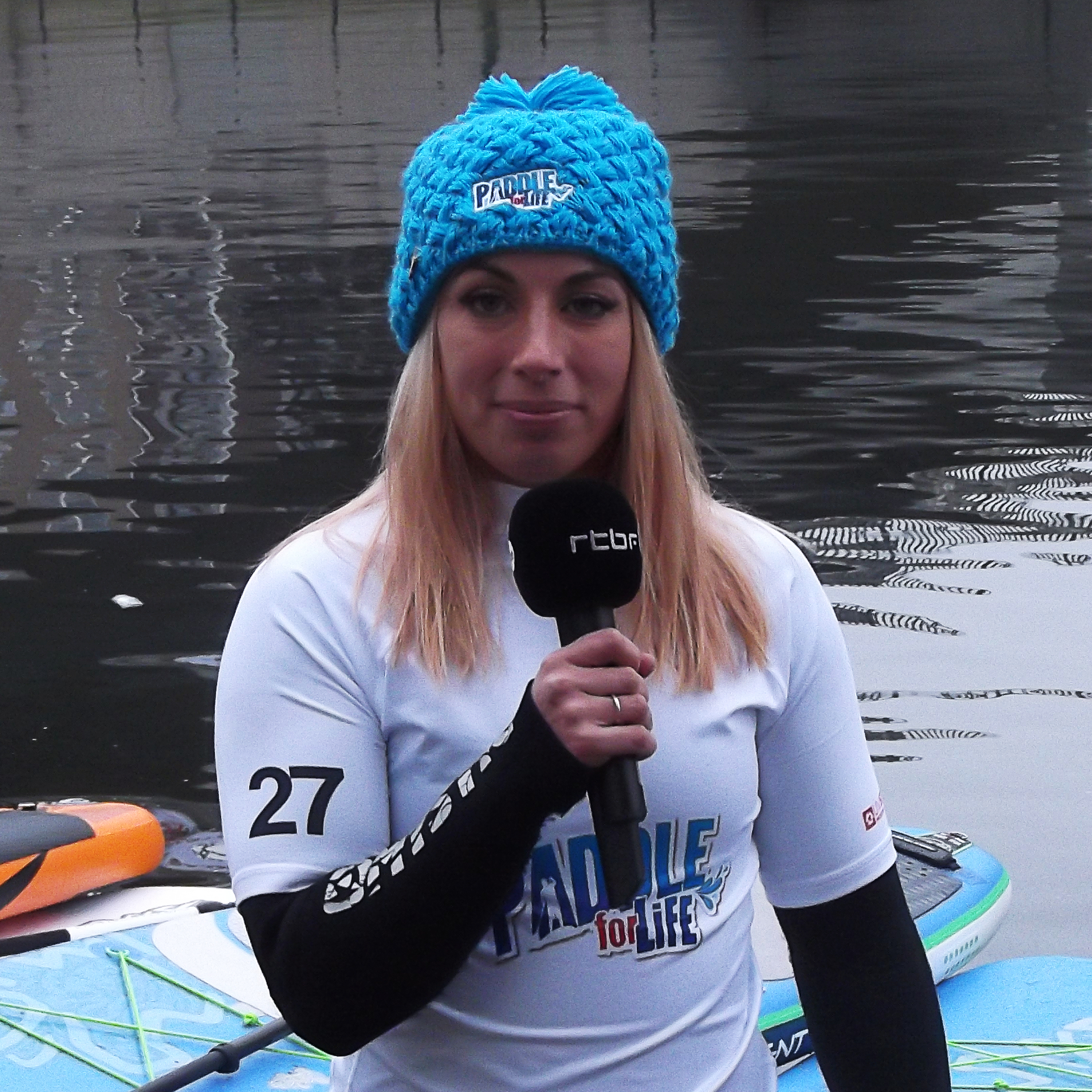
Charline Van Snick, 2016

Charline Van Snick (* 2. September 1990 in Lüttich) ist eine ehemalige belgische Judoka. Sie war Olympiadritte 2012 sowie Europameisterin 2015 und 2016.

## Sportliche Karriere
Die 1,57 m große Charline Van Snick startete bis 2016 im Superleichtgewicht, der Gewichtsklasse bis 48 Kilogramm. 2008 war sie Dritte der Junioren-Europameisterschaften, 2009 gewann sie den Titel. Bei den Junioren-Weltmeisterschaften belegte sie 2009 den fünften Platz. Anfang 2010 gewann sie in Sofia ihr erstes Weltcupturnier. Bei den Judo-Europameisterschaften 2010 unterlag sie im Viertelfinale der Rumänin Alina Alexandra Dumitru, mit Siegen über die Britin Kelly Edwards und die Russin Ljudmila Bogdanowa in der Hoffnungsrunde sicherte sich die Belgierin die Bronzemedaille. 2011 belegte Van Snick den fünften Platz bei den Weltmeisterschaften. Ende 2011 gewann sie den belgischen Landesmeistertitel. 2012 erreichte sie das Finale bei den Europameisterschaften in Tscheljabinsk und gewann die Silbermedaille hinter Alina Alexandra Dumitru. Bei den Olympischen Spielen 2012 in London unterlag sie im Halbfinale der Brasilianerin Sarah Menezes, durch einen Sieg über die Argentinierin Paula Pareto sicherte sich Van Snick eine olympische Bronzemedaille.
2013 erreichte Charline Van Snick wie 2012 das Finale bei den Europameisterschaften, im Finale von Budapest verlor sie gegen die Ungarin Éva Csernoviczki. Bei den Weltmeisterschaften in Rio de Janeiro unterlag die Belgierin im Halbfinale der Japanerin Haruna Asami, im Kampf um Bronze gewann sie gegen die Kubanerin Maria Celia Laborde. Die Europameisterschaften 2015 wurden im Rahmen der Europaspiele 2015 in Baku ausgetragen. Charline Van Snick gewann ihre vier Kämpfe, im Finale besiegte sie die Türkin Ebru Şahin. 2016 konnte sie ihren Titel bei den Europameisterschaften in Kasan durch einen Finalsieg über Éva Csernoviczki verteidigen. Bei den Olympischen Spielen in Rio de Janeiro gewann die Belgierin ihren Auftaktkampf gegen die Rumänin Monica Ungureanu, schied aber im Achtelfinale gegen Sarah Menezes aus.
Ende 2016 wechselte Charline Van Snick ins Halbleichtgewicht, die Gewichtsklasse bis 52 Kilogramm. Im Oktober 2017 gewann sie in dieser Gewichtsklasse das Grand-Slam-Turnier in Abu Dhabi. Bei den Weltmeisterschaften 2018 belegte sie den fünften Platz, ein Jahr später war sie Siebte der Weltmeisterschaften 2019. Bei den Europameisterschaften 2020 unterlag sie im Viertelfinale der Spanierin Estrella López. Mit zwei Siegen in der Hoffnungsrunde erkämpfte die Belgierin eine Bronzemedaille. 2021 unterlag Van Snick im Viertelfinale der Olympischen Spiele in Tokio der Italienerin Odette Giuffrida und belegte am Ende den siebten Platz.
2024 gab sie das Ende ihrer Leistungssportkarriere bekannt.